# Klopfschirm

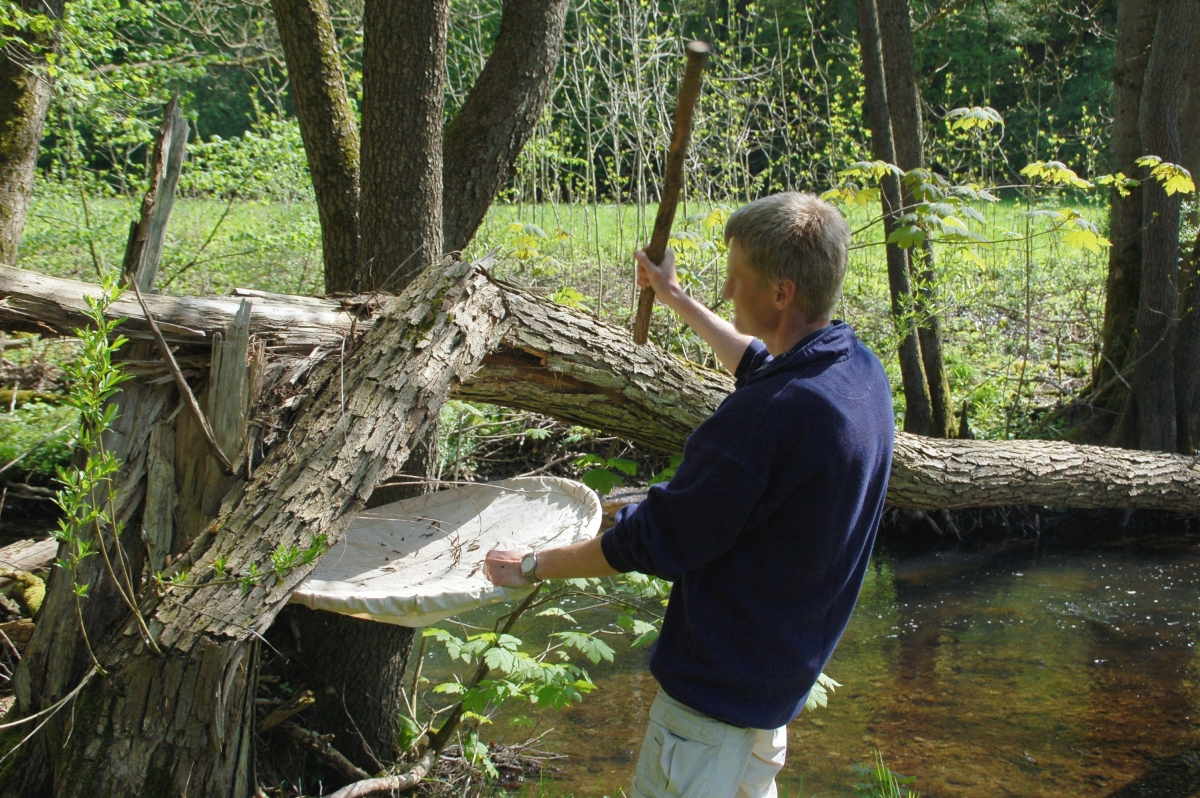
Klopfschirm im Einsatz

Ein Klopfschirm ist ein Hilfsmittel, das beim Sammeln von Gliederfüßern, hauptsächlich flugunfähigen Insekten oder Spinnentieren, eingesetzt wird.

## Aufbau
Es existieren verschiedene Arten von Klopfschirmen. Einfache Exemplare bestehen aus einem hellen, auf einen runden oder eckigen Rahmen gespannten Stück Stoff, oft in der Form eines umgedrehten Regenschirmes. Es gibt sowohl Varianten mit und ohne Griff, einige Ausführungen haben in der Mitte des Schirms ein Gefäß zum Auffangen der Tiere. Die Form des Schirmes kann von relativ flach bis stark trichterförmig variieren.

## Anwendung
Der Klopfschirm wird zum Sammeln von Spinnen und Insekten vor allem an Sträuchern und kleineren Bäumen eingesetzt. Dabei wird der Schirm unter den entsprechenden Baum oder Strauch platziert und dann mit einem Stock oder Ähnlichem an den Ast über dem Schirm geschlagen (geklopft). Die dabei herabfallenden Tiere landen auf dem Schirm bzw. im Fanggefäß und können daraufhin eingesammelt werden.